# ۲۱ ربیع‌الاول
۲۱ ربیع‌الاول، بیست و یکمین روز از ماه ربیع‌الاول در تقویم هجری قمری است.
در تقویم هجری قمری قراردادی این روز هشتادمین روز سال است.

## مناسبت‌ها
۱۴۴۵ - آغاز عملیات طوفان الاقصی توسط گروه های فلسطینی بر ضد اسرائیل

## درگذشتگان
- ۷۳۶ - کشته‌شدن بغداد خاتون، از زنان بانفوذ چوپانیان و همسر ابوسعید.